# Børnehjem (dokumentarfilm)
|  | Denne artikel er oprettet af botten Steenthbot ud fra en ekstern database. Den kan derfor have sproglige fejl eller mangler. Denne skabelon kan fjernes efter kontrol af indholdet. |

Børnehjem er en dansk dokumentarisk optagelse.

## Handling
Borgmester Ernst Kaper og en række fine gæster besøger børnehjemmet Gammel Nærumgaard. Børnehjemmets personale, børn og gæster stiller op til fotografering, men fotografens fokus er primært på gæsterne. Derefter optagelser fra borgmester Kapers kontor. Optagelserne er uden årstal.
Ernst Kaper (K) var borgmester for magistratens l. afdeling fra 1917-1940. Børnehjemmet blev grundlagt i 1906 og modtog fattige københavnske børn, som ikke havde "legemlige eller moralsk problemer".

## Medvirkende
- Ernst Kaper